# Helleborus
Genre
Classification phylogénétique
Helleborus est un genre de plantes de la famille des Ranunculaceae. En français, le nom vulgaire associé est hellébore, qui peut être aussi orthographié ellébore, variante  employée en français depuis le XIIIe siècle, par emprunt au latin elleborus ou helleborus, lui-même du grec ἑλλέβορος, peut-être « nourriture de cerf ».

Les hellébores sont des plantes herbacées pérennes, rhizomateuses, qui fleurissent de la fin de l'hiver au début du printemps. 
Le genre comporte actuellement une vingtaine d'espèces, (22 espèces pour Meiners et al.). La majorité des espèces se rencontrent dans les Balkans. Deux sont indigènes des îles de la Méditerranée : Helleborus argutifolius, en Corse et en Sardaigne, et Helleborus lividus, aux Baléares. Trois autres espèces sont originaires d’Asie : Helleborus orientalis, Helleborus vesicarius en Asie mineure (sud de la Turquie et nord de la Syrie) et Helleborus thibetanus en Chine.
Les hellébores sont des plantes très vénéneuses. Leur toxicité provient de la présence de diglycosides cardiaques, qui agissent directement sur le muscle cardiaque en provoquant des convulsions, du délire et parfois la mort.
Les hellébores sont cultivés en Europe depuis longtemps, d'abord à des fins médicinales puis maintenant à des fins horticoles.  
Dans l'Antiquité gréco-romaine, l'ellébore noir était une plante médicinale très prisée pour traiter la folie. Pendant près de deux millénaires et demi, les textes médicaux et pharmacologiques européens recommandent son usage. En 1928, un ouvrage scientifique sur les plantes médicinales rapportait que « en 1846, Gozzi administra cette plante avec succès à trois individus atteints de folie » et bien que l'ellébore noir fut peu employé en ce début du XXe siècle, « les aliénistes utilisent ses vertus altérantes dans les affections mentales ».

## Étymologie
Le nom de genre Helleborus, introduit par Linné en 1753 dans Species plantarum, désigne en latin et en grec (ἑλλέβορος) une espèce d'hellébore qui était employée dans la Grèce antique, comme remède contre la folie (André indique Helleborus cyclophyllus). Les auteurs grecs, de Théophraste à Dioscoride, font état de la réputation de l'ellébore noir d'Anticyre (sur la rive nord du golfe de Corinthe) et du mont Hélicon, situés actuellement en Béotie en Grèce centrale, dans la zone de distribution de Helleborus cyclophyllus (voir ci-dessous la section Distribution).

## Caractéristiques générales

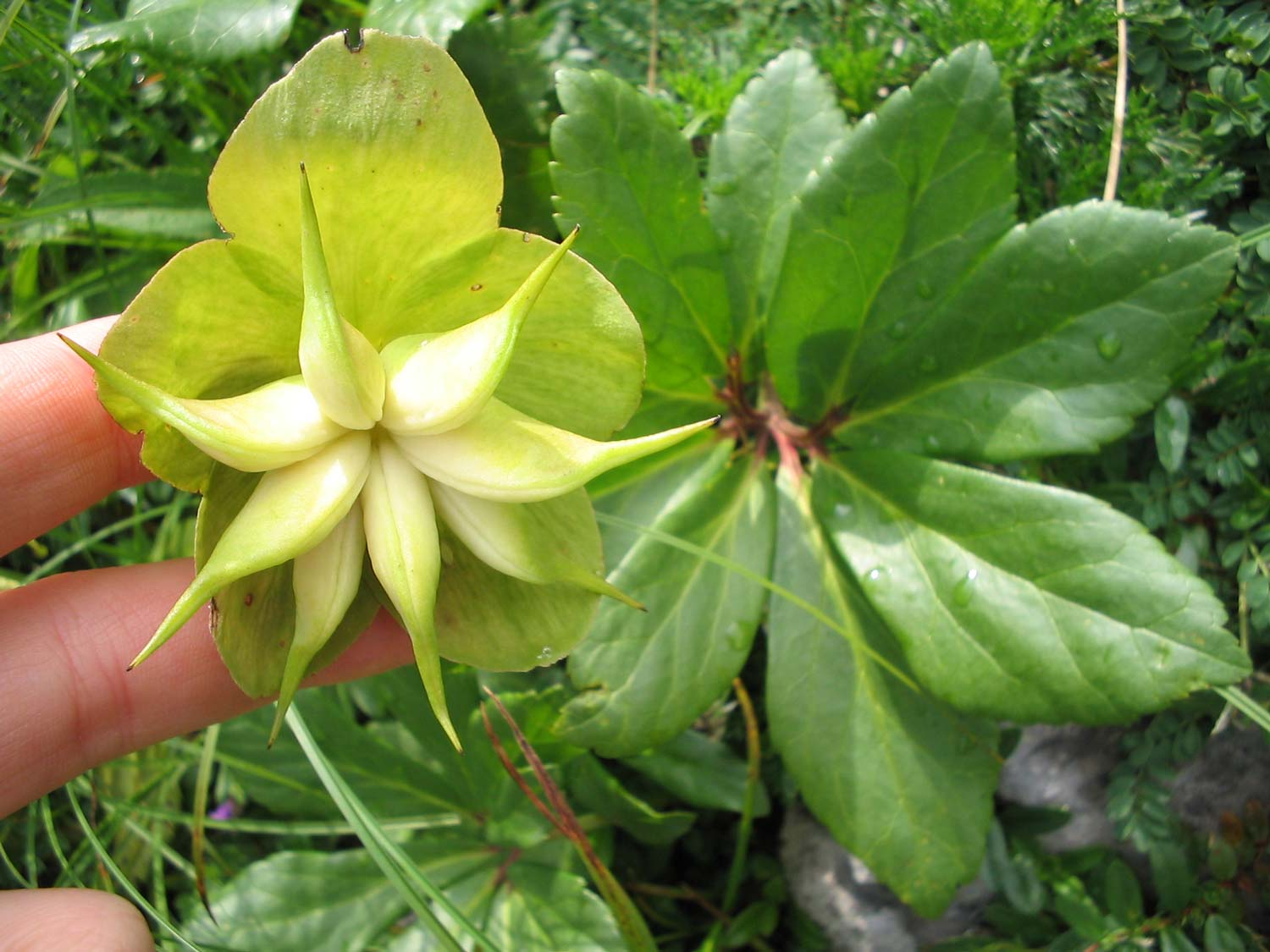
Jeunes follicules (Helleborus niger).

Ce sont des plantes vivaces à floraison hivernale ou printanière à racines charnues, parfois franchement tubéreuses (Helleborus vesicarius), les racines plus anciennes étant souvent de couleur noire. Ce sont en majorité des plantes de sous-bois sur sol calcaire (d'où la floraison précoce, avant la feuillaison des arbres). C'est le genre de la rose de Noël (Helleborus niger) cultivée dans les jardins.
Quatre espèces ont des tiges feuillées soit à feuillage persistant et sans feuilles basilaires : Helleborus argutifolius, Helleborus foetidus et Helleborus lividus, soit à feuillage caduc avec présence de feuilles basilaires : Helleborus vesicarius. Les autres espèces ont des feuilles basilaires — persistantes ou non — et des tiges florales annuelles. 
Les feuilles pédalées sont à trois folioles primaires, soit non divisées (section Chenopus), soit à division plus ou moins nombreuses (jusqu’à plus de 100 folioles secondaires chez Helleborus multifidus subsp. hercegovinus et Helleborus abruzzicus).
Les fleurs constituées de 5 sépales verts ou colorés ; les pétales étant transformés en cornets nectarifères. Les fruits sont des follicules séparés ou plus ou moins soudés. Les graines, qui possèdent un éléosome, sont semées par les fourmis (myrmécochorie).

## Liste des espèces
Depuis les descriptions de Braun et Bouché (1861), le genre Helleborus a été divisé en deux groupes d'espèces: 1) les caulescentes, avec une tige apparaissant nettement au-dessus du sol et 2) les acaules (acaulescentes) pour lesquelles les feuilles sont groupées à la base, sans tige dressée au-dessus du sol.
| Caulescentes | Acaules |
| --- | --- |
| H. foetidus, H. argutifolius, H. lividus; elles possèdent une tige dure, portant des feuilles et des fleurs, et un rhizome peu développé. Cette tige porte une inflorescence terminale, de taille importante, avec de nombreuses fleurs | par ex. H. viridis, H. liguricus, H. atrorubens; un rhizome souterrain donnent des pousses avec des feuilles basales, des tiges florifères sans feuilles mais des bractées semblables à des feuilles et plutôt peu de fleurs par tige. |
| H. foetidus | H. viridis |

La classification en deux groupes des espèces d'Hellébores semble plus utiles pour les horticulteurs que pour les études phylogénétiques. 
Nous présentons une classification en six sections de Matthew  (1989), conformément au tableau de Meiners et al.:
| Nomenclature                                        | Nom commun                             | Type de croissance | Distribution                                                                   | Couleur de la fleur   | Image           |
| --------------------------------------------------- | -------------------------------------- | ------------------ | ------------------------------------------------------------------------------ | --------------------- | --------------- |
| Sous-genre Helleborus                               |                                        |                    |                                                                                |                       |                 |
| I. sect. Griphopus Spach em. Schiffner              | I. sect. Griphopus Spach em. Schiffner | pied de griffon    | pied de griffon                                                                | pied de griffon       | pied de griffon |
| Helleborus foetidus L. 1753                         | hellébore fétide                       | caulescente        | Europe S, C, S                                                                 | verte à bord rouge    |                 |
| II. sect. Chenopus Schiffner                        |                                        |                    |                                                                                |                       |                 |
| Helleborus lividus Aiton 1789                       | hellébore livide                       | caulescente        | Majorque                                                                       | verte                 |                 |
| Helleborus argutifolius Viv. 1824                   | hellébore de Corse                     | caulescente        | Corse, Sardaigne                                                               | vert pâle             |                 |
| III. sect. Helleborus [sect. Chionorhodon Spach]    |                                        |                    |                                                                                |                       |                 |
| Helleborus niger L. 1753                            | hellébore noir, rose de Noël           | intermédiaire      | Alpes méridionales & orientales                                                | blanche puis rose     |                 |
| subsp. macranthus                                   | H. niger major                         |                    | Italie N, Slovénie                                                             | blanche puis rose     |                 |
| subsp. niger L.                                     |                                        |                    | Alpes méridionale & orientale                                                  | blanche puis rose     |                 |
| Sous-genre Helleborastrum (Spach)                   |                                        |                    |                                                                                |                       |                 |
| IV. sect. Syncarpus Schiffer                        |                                        |                    |                                                                                |                       |                 |
| Helleborus vesicarius Aucher ex Boiss. 1841         |                                        | intermédiaire      | Turquie S, Syrie NO                                                            | rouge                 |                 |
| V. sect. Dicarpon Ulbrich                           |                                        |                    |                                                                                |                       |                 |
| Helleborus thibetanus Franch. 1885                  | hellébore tibétain                     | acaule             | Chine O (Gansu S, Hubei NO, Shaanxi S, Sichuan NO)                             | rose                  |                 |
| VI. sect. Helleborastrum Spach                      |                                        |                    |                                                                                |                       |                 |
| Helleborus abruzzicus M.Thomsen, McLewin & B.Mathew | hellébore des Abruzzes                 | acaule             | Abruzzes (Italie)                                                              | jaune verdâtre        |                 |
| Helleborus atrorubens Waldst. & Kit. 1812           |                                        | acaule             | Slovénie, N Croatie, Bosnie                                                    | rouge pourpre         |                 |
| Helleborus bocconei Ten. 1823                       | hellébore de Boccone                   | acaule             | Italie S, Sicile                                                               | blanc                 |                 |
| Helleborus croaticus Martinis 1973                  | hellébore croate                       | acaule             | Croatie NE                                                                     | rougeâtre violet      |                 |
| Helleborus cyclophyllus Boiss. 1867                 |                                        | acaule             | Albanie, Grèce, Bulgarie                                                       | vert, jaune verdâtre  |                 |
| Helleborus dumetorum Waldst. & Kit. ex Willd. 1809  |                                        | acaule             | Slovénie, Croatie, Hongrie, Roumanie, Autriche,                                | vert                  |                 |
| Helleborus liguricus M.Thomsen, McLewin & B.Mathew  | hellébore ligure                       | acaule             | Italie (Ligurie, Toscane)                                                      | vert à blanc          |                 |
| Helleborus multifidus Vis.                          |                                        | acaule             | Croatie, Herzegovine                                                           | vert                  |                 |
| subsp. hercegovinus                                 | Hellébore d'Herzégovine                | acaule             | Montenegro, Hercegovine                                                        | jaune verdâtre        |                 |
| subsp. istriacus                                    | hellébore d'Istrie                     | acaule             | Italie NE, Croatie, Bosnie, Montenegro                                         | vert                  |                 |
| subsp. multifidus                                   |                                        | acaule             | Albanie and ex Yougoslavie                                                     |                       |                 |
| Helleborus odorus Waldst. & Kit. ex Willd. 1809     |                                        | acaule             | Europe S, SE focus Balkans                                                     | vert à jaune verdâtre |                 |
| subsp. odorus L.                                    | odorant                                |                    |                                                                                |                       |                 |
| Helleborus orientalis Lam. 1789                     | Hellébore orientale, rose de carême    | acaule             | Turquie N, Bulgarie, Ukraine, Géorgie, Caucase, rarement subspontané en Suisse | blanc, jaunâtre, rose |                 |
| subsp. abchasicus (A. Braun) Mathew                 | hellébore d'Abkhazie                   | acaule             | Géorgie                                                                        | rose, rougeâtre       |                 |
| subsp. guttatus (A. Braun & Sauer) Mathew           |                                        |                    |                                                                                |                       |                 |
| subsp. orientalis                                   | H. caucasicus, H. kochii               |                    |                                                                                | rougeâtre             |                 |
| Helleborus purpurascens Waldst. & Kit. 1802         |                                        | acaule             | Hongrie, Slovaquie, Pologne, Roumanie                                          | violet, brun          |                 |
| Helleborus torquatus Archer-Hind 1884               |                                        | acaule             | Croatie, Bosnie, Serbie, Monténégro                                            | vert, violet          |                 |
| Helleborus viridis L. 1753                          | hellébore vert                         | acaule             | Autriche, Italie N, Suisse, Allemagne S                                        | vert                  |                 |
| subsp. occidentalis 1869                            |                                        | acaule             | Espagne N, France SO                                                           | vert                  |                 |

### Distribution
Les hellébores croissent principalement en Europe, avec les Balkans pour le centre de diversité. Il y a une petite extension en Asie (deux espèces en Asie mineure et une en Chine). Aucune espèce n'est indigène en Amérique mais certaines espèces ont été introduites et se sont échappées (H. foetidis, H. niger, H. orientalis, H. viridis).

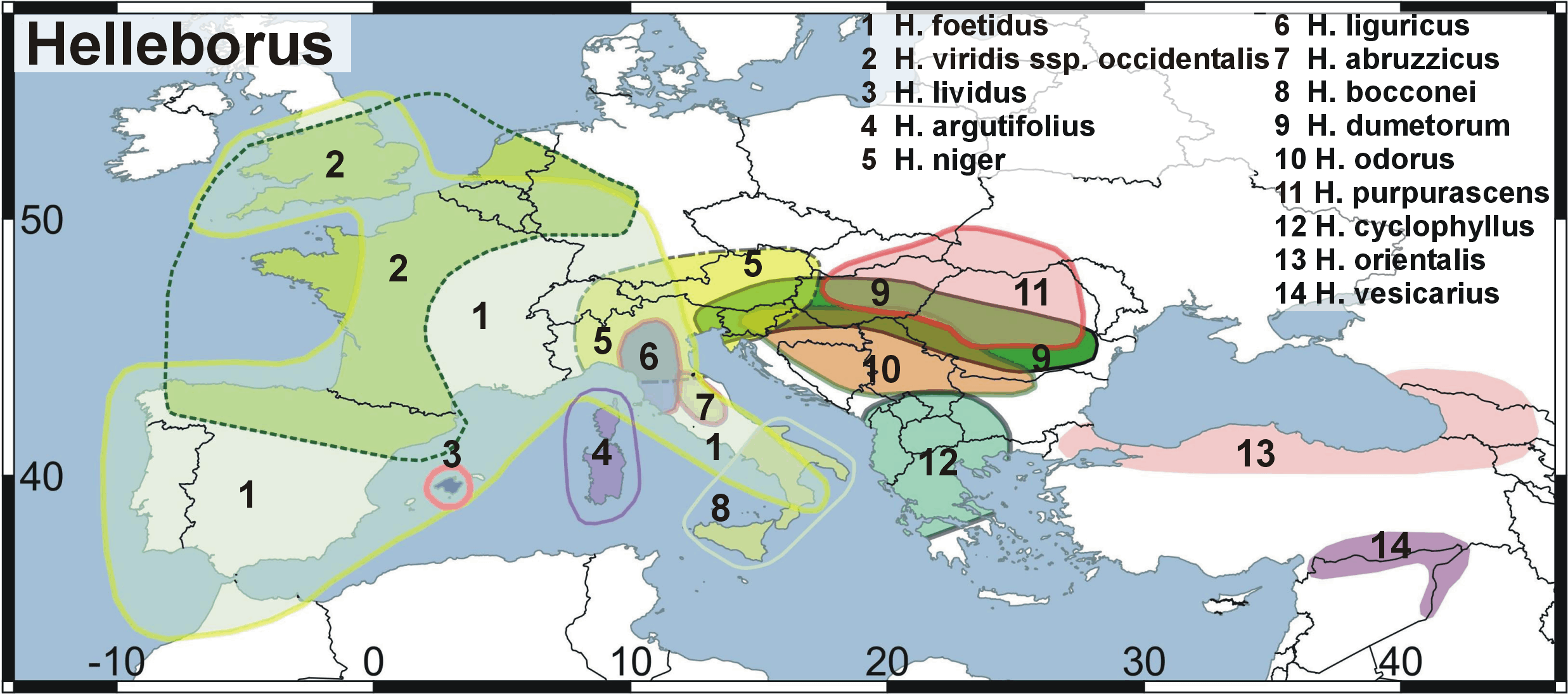
Distribution.

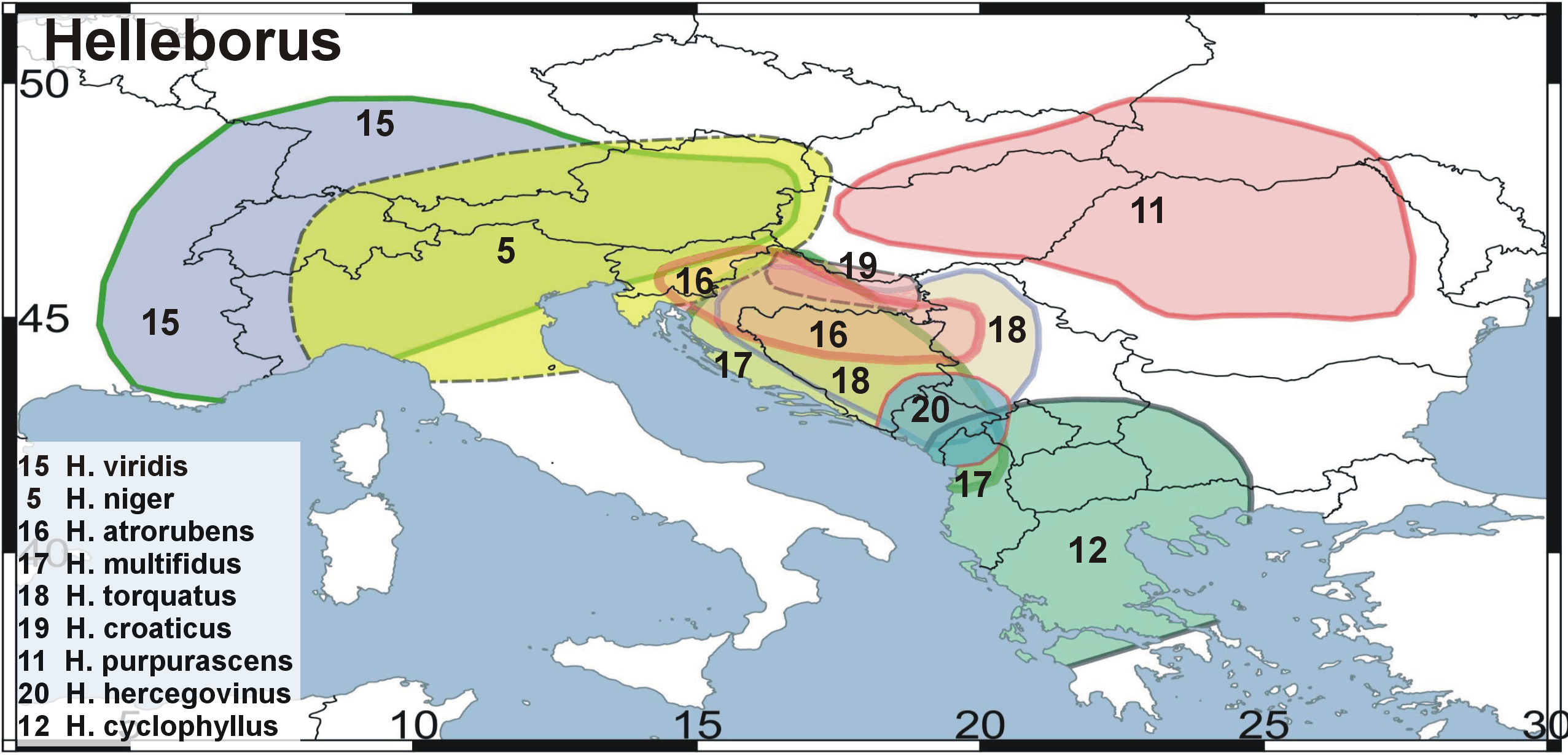
Distribution dans les Balkan et les Alpes.

### Analyse génétique
Meiners et al. proposent la première analyse génétique du genre Helleborus, basée sur les marqueurs AFLP. Toutes les espèces examinées ont 2n=32 chromosomes. 
L'évaluation des distances génétiques de 19 espèces d'hellébores leur permet de construire le cladogramme ci-dessous. Cette méthode distingue certains clades qui correspondent aux six sections de Matthew (1989) et aux deux sous-genres proposés par Werner et Ebel (1994).

### Nouvelles espèces
Les espèces suivantes ont été plus récemment décrites,:
- Helleborus abruzzicus M. Thomsen, McLewin & B. Mathew (2006), Abruzzes, au nord-est de Rome, espèce proche de Helleborus multifidus subsp. bocconei à feuilles divisées en fine dentelle (100 à 200 folioles !)
- Helleborus croaticus Martinis (1973), nord-est de la Croatie : espèce en population isolée, proche de Helleborus atrorubens et de Helleborus torquatus
- Helleborus liguricus M. Thomsen, McLewin & B. Mathew (2012), nord-ouest de l’Italie, le long des côtes de Ligurie et de Toscane : espèce proche de Helleborus multifidus subsp. bocconei à folioles peu nombreuses et à fleurs vert pâle, voire blanches.

Le statut exact de ces taxons est à préciser.

### Remarques
- Les sous-espèces de Helleborus multifidus et de Helleborus viridis sont actuellement souvent placées au rang d’espèces.
- Là où différentes espèces de la section Helleborastrum se côtoient – notamment en ex-Yougoslavie – on peut rencontrer des hybrides. Comme ces hybrides sont fertiles, ils peuvent former des populations intermédiaires qui compliquent l’étude des espèces sur le terrain. 
  - Helleborus torquatus a un statut incertain. Cette espèce très variable est souvent considérée comme une variante de Helleborus multifidus (Helleborus multifidus subsp. serbicus (Adamowić) Merxm. & Podlech) [14]. Elle se croise facilement avec notamment Helleborus multifidus subsp. multifidus, formant ainsi des populations intermédiaires complexes.
- Helleborus ×feyderi Schniffer est un hybride naturel Helleborus orientalis subsp. abchasicus × Helleborus orientalis subsp. guttatus.
- Là où Helleborus foetidus et Helleborus viridis se côtoient, on peut rencontrer l’hybride stérile Helleborus ×jourdanii Pages.

## Hybrides horticoles

### Hybrides d’orientalis
- Helleborus ×hybridus Voss : sous ce nom sont classées les sélections de Helleborus orientalis à fleurs blanches, roses ou ponctuées, et ses hybrides fertiles avec notamment Helleborus cyclophyllus et Helleborus odorus (hybrides à fleurs jaunes), Helleborus multifidus subsp. bocconei (hybrides à fleurs vertes), et Helleborus torquatus (hybrides à fleurs pourpres ou bleues).

### Autres hybrides
- Helleborus ×nigercors J. T. Wall, Helleborus niger × Helleborus argutifolius : hybride stérile à nombreuses fleurs blanches à longue période de floraison
- Helleborus ×sternii Turill, Helleborus argutifolius × Helleborus lividus : hybride fertile à fleurs rosées
- Helleborus ×ballardiae B. Mathew (Syn. Helleborus ×nigriliv), Helleborus niger × Helleborus lividus : hybride stérile à fleurs rosées ou brunâtres
- Helleborus ×ericsmithii B. Mathew (Syn. Helleborus ×nigristern), Helleborus ×sternii × Helleborus niger : hybride stérile plus rustique que Helleborus ×sternii à fleurs blanches lavées de rose

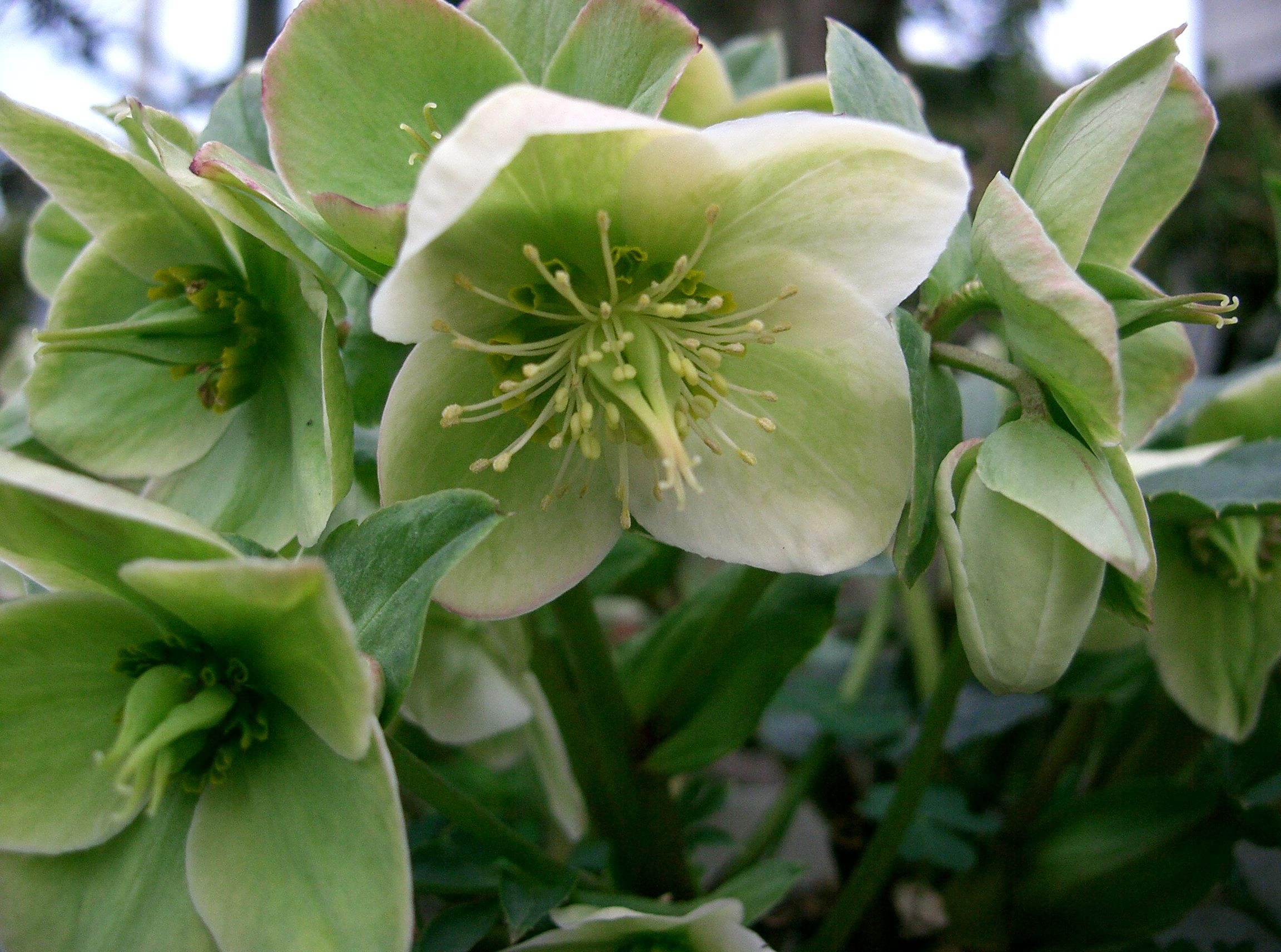
Helleborus ×nigercors
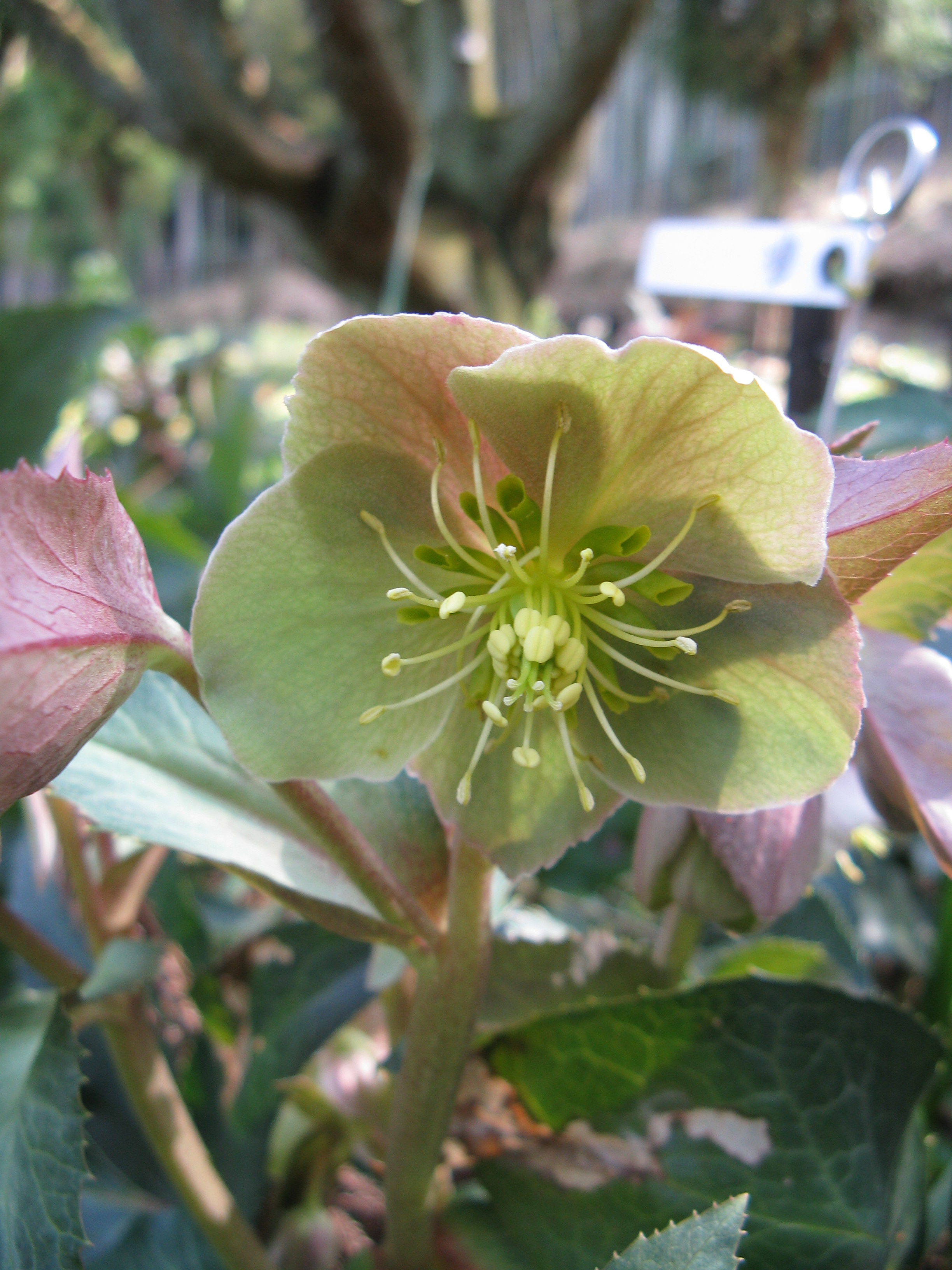
Helleborus ×sternii
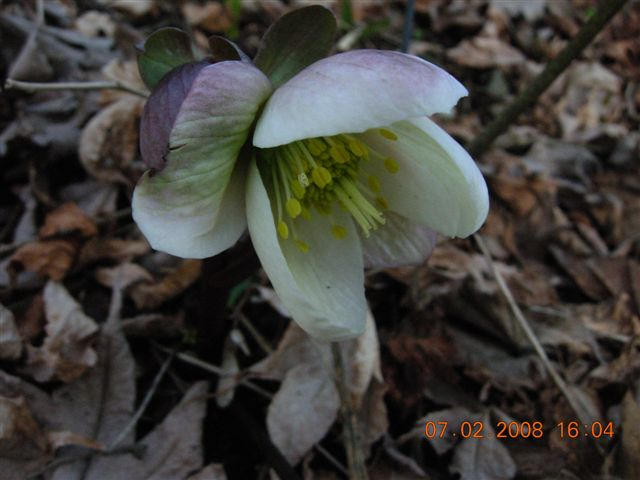
Helleborus ×ericsmithii

## Culture
Le sol doit être léger, riche en humus et retenir l’humidité, mais être bien drainé. L'humidité en hiver est funeste pour beaucoup d’espèces. Quoique la plupart des espèces proviennent de zones à sol calcaire, la plupart des espèces et des cultivars poussent également bien en sol acide.
À l’exception de Helleborus vesicarius, les hellébores n’aiment pas être en plein soleil en été. Une fois bien installés, les hellébores n’aiment pas être dérangés ou transplantés.
Les hellébores, en particulier Helleborus niger et les hybrides à fleurs jaunes, sont sensibles aux maladies cryptogamiques, qui provoquent des taches noires sur les feuilles. Lorsque l’infection est sévère, elle peut aboutir à la mort de la plante.

### Espèces botaniques
L’amateur de jardin averti doit certainement planter des pieds-de-griffon, Helleborus foetidus. Cette plante indigène en Belgique et en France, qui peut atteindre 1 m de haut, a un feuillage persistant très décoratif et une floraison abondante présente de janvier à mai. ‘Wester Flisk’, à tiges rouges, est une excellente sélection.
La rose de Noël, Helleborus niger, n’est pas conseillée à l’amateur moyen. Ce n’est certainement pas une plante facile, car elle pousse lentement et uniquement à mi-ombre en sol perméable, humifère et calcarifère. Elle n'y fleurit par ailleurs pas à Noël, mais en février-mars.
La rose de Noël pourpre, Helleborus ‘Early Purple’ (syn. Helleborus ‘Atrorubens’, à ne pas confondre avec l’espèce Helleborus atrorubens !), une sélection à floraison précoce de Helleborus orientalis subsp. abchasicus, est certainement à préférer à la « vraie » rose de Noël, car elle est de culture facile et, lorsque le temps est clément, elle fleurit dès la mi-décembre – donc à Noël.
En Belgique et dans le nord de la France, l’hellébore de Corse, Helleborus argutifolius, convient uniquement dans les jardins de ville protégés en raison de sa rusticité insuffisante.
Helleborus thibetanus connaît actuellement un énorme succès auprès des amateurs d’hellébores. Il ne faut acheter ces plants que s'ils ont été cultivés en pépinière et non dérobés dans la nature.
Parmi les autres espèces, Helleborus odorus est une plante très valable, qui pousse bien et a de belles fleurs jaune vert au parfum de pomme. Il est conseillé de la placer à un endroit protégé, à l’abri du vent. Helleborus torquatus n’est pas la plante de jardin la plus adéquate, parce qu’elle pousse beaucoup trop lentement.

## Toxicité et usage d'autrefois
Les hellébores sont des plantes vénéneuses par la présence d’helléborine, un diglycoside amer, de saponine et de protoanémonine.
L'hellébore a été jadis utilisée comme plante médicinale et vétérinaire. La poudre de racines séchées était utilisée comme sternutatoire et, par ingestion, comme purgatif pour traiter contre la folie et les crises d’épilepsie. Un grain d'hellébore guérit la folie. En médecine vétérinaire elle était utilisée pour traiter le farcin[Quoi ?].
À la page 501 du tome sixième du Dictionnaire raisonné universel d'histoire naturelle on peut lire :

« Nous devons, dit-on, la connoissance des propriétés de l’hellébore, & sur-tout du noir, à un certain Mélampus, qui étoit Médecin ou Berger, & qui inventa la purgation : il guérit avec ce remede les filles de Prœtus, qui étoient devenues furieuses. On retire de ces racines, par le moyen du feu, un esprit très-âcre, qui coagule la solution du mercure doux ; l’infusion de ces racines rend plus vive la couleur du papier bleu. Les racines de l’un & de l’autre hellébore purgent fortement les humeurs dures & tenaces ; celles de l’hellébore noir ou ses fibres qu’on emploie plus communément, sont rarement émétiques ; elles purgent par le bas, & ordinairement sans causer ni nausées ni vomissemens. Elles sont encore plus sternutatoires que soporeuses. Ce purgatif convient, dit-on, aux maniaques ; cependant, comme il agite le sang & qu’il cause beaucoup d’agitation sur le genre nerveux, nous croyons, avec M. Bourgeois, que bien loin de les guérir, il doit augmenter leurs accès de fureur ; peut-être convient-il mieux aux apoplectiques et aux ladres, même aux galeux qui sont robustes, mais jamais aux valétudinaires ni aux femmes. Ce que nous avons dit de la vertu médicinale de la coloquinte, peut s’appliquer en quelque sorte aux hellébores. Au reste, des Médecins prudens abandonnent aujourd’hui les hellébores à la Médecine vétérinaire, pour guérir le farcin, &c. Selon M. de Haller, l’extrait d’hellébore noir est un purgatif assez doux ; on le croit propre sur-tout à procurer les règles. »